# Carrouges
Carrouges è un comune francese di 746 abitanti situato nel dipartimento dell'Orne nella regione della Normandia.

## Monumenti e luoghi di interesse
- Castello del XIV secolo.

## Società

### Evoluzione demografica
Abitanti censiti